# 小行星4671
小行星4671（4671 Drtikol）是一颗绕太阳运转的小行星，为主小行星带小行星。该小行星于1988年1月10日发现。

## 轨道参数
小行星4671的轨道半长轴为2.3852508 UA，离心率为0.063。